# ГКПП Калотина
Граничен контролно-пропускателен пункт Калотина (накратко ГКПП Калотина) е контролно-пропускателен пункт разположен на българско-сръбската граница, на около 2 км западно от едноименното село Калотина в Западна България.
ГКПП Калотина е разположен на главния шосеен път и железопътната линия от Западна Европа през Истанбул за Азия. Тук през античността е преминал римският път Виа Милитарис. Граничният пункт е сред основните за преминаване на българската граница и заради близостта му до София е сред най-известните и най-натоварени български ГКПП-та. Изграден е и пункт за ветеринарен контрол.
ГКПП Калотина ще бъде край на бъдещата автомагистрала А6-Европа, която ще свързва сръбско-българската граница с Българското Черноморие. Пътният участък Калотина-София е част от паневропейския пътен коридор X (Ниш – София).